# Palaeospiroplectammina
Palaeospiroplectammina es un género de foraminífero bentónico de la subfamilia Palaeospiroplectammininae, de la familia Palaeospiroplectamminidae, de la superfamilia Tournayelloidea, del suborden Fusulinina y del orden Fusulinida. Su especie tipo es Spiroplectammina tchernyshinensis. Su rango cronoestratigráfico abarca desde el Fameniense (Devónico superior) hasta el Viseense inferior (Carbonífero inferior).

## Discusión
Algunas clasificaciones más recientes incluyen Palaeospiroplectammina en el suborden Tournayellina, del orden Tournayellida, de la subclase Fusulinana y de la clase Fusulinata.

## Clasificación
Palaeospiroplectammina incluye a las siguientes especies:
- Palaeospiroplectammina cravenensis †
- Palaeospiroplectammina godini †
- Palaeospiroplectammina hungarica †
- Palaeospiroplectammina orientalis †
- Palaeospiroplectammina paprothae †
- Palaeospiroplectammina parva †
- Palaeospiroplectammina tchernyshinensis †
- Palaeospiroplectammina yongfuensis †

Otra especie considerada en Palaeospiroplectammina es:
- Palaeospiroplectammina longula †, de posición genérica incierta